# 交点 (天文)
交点（こうてん、orbital node）とは公転運動を行う天体の軌道が基準面と交わる二つの点のことである。基準面としては、地心軌道の天体では赤道面、日心軌道の天体では黄道面が用いられる。
二つの交点のうち、天体の軌道が南半球から北半球に向かって北向きに交差する点を昇交点（ascending node, north node ともいう）、北半球から南半球に向かって南向きに交差する点を降交点（descending node, south node ともいう）と呼ぶ。天体の軌道面と基準面との交線（昇交点と降交点を結ぶ線分）を line of nodes と呼ぶ。基準面が黄道面の場合も赤道面の場合も、基準面に対する南北は地球の地軸の南北に合わせて定義されている。これ以外の基準面の場合には適当な定義が必要となる。
太陽を地心軌道の天体とみなした場合の赤道面に対する昇交点が春分点、降交点が秋分点である。なお、軌道傾斜角が0度の軌道には交点はないので、黄道面は地球の公転面であるから、日心軌道の天体である地球の昇交点は存在しない。
昇交点を表す記号は (Unicode: U+260A, ☊)、降交点を表す記号は (Unicode: U+260B, ☋)である。占星術では黄道面に対する月の交点を、西洋占星術では昇交点をドラゴン・ヘッド (Dragon's Head)・降交点をドラゴン・テイル (Dragon's Tail)、インド占星術では昇交点をラーフ (Rāhu)・降交点を ケートゥ (Kētu) と呼ぶ。
月の交点は月が太陽からの重力を受けて歳差運動を行うため、ゆっくりと西へ移動している。

交点